# Le Legs
Pour les articles homonymes, voir Legs (homonymie).
Le Legs est une comédie en un acte et en prose de Marivaux représentée pour la première fois le 11 juin 1736 par les comédiens ordinaires du roi au théâtre de la rue des Fossés Saint-Germain.
Le public fit bon accueil au Legs, pièce où l’amour, bien réel dès le début de la pièce, a toutes les peines du monde à s’exprimer.

## Personnages
- La Comtesse.
- Le Marquis.
- Hortense.
- Le Chevalier.
- Lisette, suivante de la comtesse.
- Lépine, valet de chambre du marquis

## L’intrigue
Le marquis a hérité 600.000 francs d'un parent, à charge pour lui, soit d'épouser Hortense, soit de lui verser 200.000 francs. Le marquis, qui aime la comtesse ne ressent rien pour Hortense, qui elle-même, aime le chevalier. Le marquis, homme timide, n'ose pas déclarer son amour à la comtesse car celle-ci rejette tous les soupirants.
Comme le temps passe et qu'Hortense veut épouser le chevalier, elle décide de forcer le marquis à prendre une décision. Sachant que celui-ci aime la comtesse, elle sollicite Lisette, la suivante de la comtesse, et Lépine, le valet du marquis pour qu'ils usent de l'influence qu'ils ont sur leurs maîtres pour favoriser leur union.
Lisette refuse en affirmant que sa maîtresse est heureuse de son état de veuve et ne songe nullement au marquis. Ce refus est en réalité motivé par l'idée qu'elle a plus intérêt à ce que sa maîtresse demeure veuve. Lépine, quant à lui, accepte de favoriser les desseins d'Hortense et commence à courtiser Lisette.
Le rapport que Lisette fait à la comtesse de l'amour du marquis, fait apparaître que celle-ci ne lui est nullement indifférente. Ce penchant est confirmé par l'entretien qu'elle a ensuite avec le marquis, qui finit par lui déclarer sa flamme. Mais la comtesse feignant l'étonnement puis la colère, le marquis se croit définitivement rejeté.
Hortense entre alors en scène, pour rappeler au marquis l'existence du testament, et prétextant l'exigence du chevalier, le met en demeure de décider s'il accepte où non sa main. Acculé, le marquis donne son accord de mauvaise grâce, puis, poussé par la comtesse, sourdement jalouse, tente un marchandage en proposant de lui verser 100.000 francs. Ce qu'elle refuse. 
Avec l'intervention de Lisette ralliée à la cause du marquis, le marivaudage prend fin avec le dialogue suivant :
— Vous m’aimez, soit ; m’avez-vous jamais demandé ce que j’en pense ? — À quoi bon ? Je sais votre réponse, vous allez me dire : Non. — Mais posez la question. — Soit ; je vous aime, qu’en pensez-vous ? — Eh bien ! j’en suis bien aise. — Ah ! s’écrie le marquis bouleversé. Il paye avec bonheur les 200 000 francs, et tout le monde est satisfait.

## Source
- Jean Fleury, Marivaux et le marivaudage, Paris, Plon, 1881, p. 142-43